# 绵毛水苏
绵毛水苏（学名：Stachys lanata）为唇形科水苏属下的一个种。

## 扩展阅读
- 維基物種上的相關：绵毛水苏